# Aspidistra nikolaii
Aspidistra nikolaii es una especie de planta rizomatosa perteneciente a la familia de las asparagáceas. Esta es una de las 21 especies de plantas y animales que recientemente han sido descubiertasen la Cordillera Annamita en el centro de Vietnam. 

## Taxonomía
Aspidistra nikolaii fue descrita por Aver. & Tillich y publicado en Feddes Repert. 119: 4, en el año 2008.
Etimología
Aspidistra: nombre genérico
nikolaii: epíteto nombrado en honor del botánico ruso Nicolai Arnautov. Tiene las flores de color azul oscuro casi negro.